# 키무라 타츠야
키무라 타츠야는 《더 파이팅》에 등장하는 등장인물으로, 투니버스 더빙판 이름은 '장태수'.

## 담당 성우
- 후지와라 케이지 / 이주창